# 모바일 아시아 엑스포
모바일 아시아 엑스포(영어: Mobile Asia Expo 줄여서 MAE)는 GSM 협회에서 주관한 MWC의 하위 박람회이자, 해마다 중화인민공화국 상하이에서 열리는 전시회이다. 이 전시회에서 수많은 제품 프리뷰가 쏟아지며 새로운 제품들이 들어선다. 이 전시회는 매년 상하이에서 개최되는 아시아 지역 최대 규모의 이동통신 산업 전시회에서 열린다.

## 눈에 띄는 제품
- 소니 엑스페리아 Z 울트라, 2013